# Matthias Saxtorph
 Ikke at forveksle med Mathias Saxtorph.
Matthias Saxtorph (1. juni 1740 – 29. juni 1800) var en dansk læge.

## Uddannelse
Matthias Saxtorph blev født i Mejrup Sogn ved Holstebro, hvor faderen, Ole Saxtorph, var præst; hans moder var Maria, født Seyer. Han var den yngste af en talrig børneflok og kun 5 år gammel, da begge forældrene døde af tyfus ("sprinkler"). Efter at han til sit 10. år havde været anbragt hos en borger i Holstebro, kom han til København, hvor en ældre broder, magister Hans Christian Saxtorph, tog sig af ham og 1756 privat dimitterede ham til Københavns Universitet, og her studerede han dernæst som alumnus på Elers' Kollegium både teologi—han tog 1760 teologisk attestats—og naturvidenskaber.
Han sluttede nært venskab med sin jævnaldrende Thomas Bugge, og i dennes forældres hus boede han i flere år. Efterhånden blev det dog særlig de lægevidenskabelige discipliner, som han viede sine kræfter. 1765 var han så vidt, at han kunde underkaste sig eksamen for fakultetet med det resultat, at han kendtes fuld værdig til at tage doktorgraden.
Foreløbig nøjedes han dog med at gå ind som medicinsk kandidat på Frederiks Hospital, hvor han med iver kastede sig over den praktiske medicin og særlig over studiet af fødselsvidenskab i den til hospitalet knyttede fødselsstiftelse. Han nød her udmærket undervisning af Christian Johan Berger og var allerede 1764 "under saa berømmelig en Lærers Anførsel" i stand til at udgive et nærmest til jordemødres belæring bestemt skrift: Erfaringer samlede paa det frie Jordemoderhus angaaende den fuldstændige Fødsel samt dens theoretiske Lærdom (Sorø 1764; tysk oversættelse 1766).
1767-70 foretog han med kongeligt stipendium en studierejse med hovedsageligt ophold i Wien, Strasbourg og Paris, på hvilken han navnlig lagde sig efter de praktiske discipliner og på sidstnævnte sted i særdeleshed studerede fødselsvidenskaben under dette fags daværende store banebryder André Levret.
I slutningen af 1770 kom han hjem og gjorde sig hurtig gældende som en af det fremblomstrende lægevidenskabelige livs mest begavede unge førere; han var derfor også selskrevet til at blive en af det medicinske Selskabs stiftere (1772). Men, hvad der var af størst betydning for ham, han forefandt ved sin hjemkomst en for sig og for den specialvirksomhed, han havde uddannet sig til, yderst gunstig situation. Hans lærer Berger var i den Struenseeske periode blevet optaget på forskellig måde og ønskede at trække sig tilbage fra sin obstetriciske virksomhed, og efter at Saxtorph i begyndelsen af 1771 under Bergers præsidium havde forsvaret sin dygtige indsættelsesdissertation—en videre udførelse af mesterens banebrydende lære om den normale fødselsmekanisme --, overtog han få dage efter Bergers stadsaccouchørembede i København og kort efter desuden "under bestandigt Opsyn og Direktion af Livmedikus, Professor Berger" selve accouchørvirksomheden i Frederiks Hospitals fødselsstiftelse; endnu samme år ansattes han ved den nye, under Bergers direktion stående almindelige plejestiftelse i det bydistrikt, hvormed lægestillingen ved det netop udvidede Almindeligt Hospital var forbundet.

## Foregangsmand indenfor fødselsvidenskaben
1773 nåede han den fulde autoritetsstilling i sit specialfag, i det han efter Bergers definitive fjernelse blev dennes efterfølger også ved universitetet og udnævntes til professor medicinæ designatus og dermed til medlem af fakultetet, hvis tro mand han i den følgende tid var under de bestandige stridigheder med kirurgernes lejr. Med disse stillinger forenede han endnu 1775 reservemedikatet på Frederiks Hospital – en ret påfaldende udnævnelse i hans allerede den gang fremskudte position, navnlig da hans overlæge, Frederik Ludvig Bang, var en ganske ung doktor. Men han skulle heller ikke stå under denne, han skulle kun nyde sin gage og embedsbolig for i overlægens mulige sygdomstilfælde at bestyre sygeafdelingen, og han beholdt posten i en lang årrække og lige til sin død uden i øvrigt at give sig af med den kliniske medicin.
Det var så godt som udelukkende fødselsvidenskaben, som Saxtorph i sin lange professortid viede sine kræfter, og som ved hans talentfuldhed og energi som accouchør, som lærer og forfatter kom til at indtage en glimrende stilling ved vort universitet. Rundt om fra udlandet strømmede medicinske studerende til for at nyde godt af Saxtorphs undervisning i faget, og navnlig var det tilfældet, efter at fødselsstiftelsen fra 1787 ved enkedronning Juliane Maries gavebrev havde fået sin egen anselige bygning, der blev for sin tid højst formålstjenlig indrettet under ledelse af en nedsat kongelig kommission, af hvilken Saxtorph var et virksomt medlem.
Anvendelsen af den uskadelige fødselstang, det 18. århundredes største opfindelse på obstetrikens område, kunne de studerende ingensteds lære grundigere og bedre end hos den overlegent kyndige københavnske professor, der selv havde konstrueret et instrument, som besad væsentlige fortrin for de dengang anvendte fødselstænger i Frankrig og England. Og de lærte hos Saxtorph en forsigtig og reserveret operativ fødselshjælp; thi han fulgte ikke sin franske lærer i fremstormende operationsiver, men blev den lære tro, han havde modtaget af Berger, og indskærpede først og fremmest at udrede den naturlige fødselsmekanisme og respektere naturens egne formålstjenlige bestræbelser. Netop på dette
hovedpunkt udmærkede Saxtorphs klinik sig frem for de allerfleste udenlandske.

## Forfattervirksomhed
Men hvad der fornemmelig har gjort Saxtorphs navn berømt og betydningsfuldt for fødselsvidenskabens udvikling, er hans frugtbare forfattervirksomhed både i særskilt udkomne skrifter og i afhandlinger, trykte i det kongelige medicinske Selskabs Acta og i Videnskabernes Selskabs skrifter. De fleste vigtige spørgsmål i fødselshjælpen har han med overlegen kyndighed og fremhævelse af nye synspunkter behandlet. Allerede hans skematisk affattede Plan til Forelæsninger over Jordemodervidenskaben (for videnskabelige tilhørere) I-II (1772-73) vidner noksom om den systematiske klarhed og overlegenhed, hvormed han behersker sit stof. Hans dertil sig sluttende elementær-didaktiske jordemoderbøger (Kort Udtog af Fødselsvidenskaben, 1776-, Nyeste Udtog af Fødsels-videnskaben for Jordemødre, 1790) indtager en fremskudt plads i denne særlige litteratur og blev også i oversættelser i lang tid benyttede uden for landets grænser.
Fremragende videnskabelig betydning har de fleste af hans nævnte afhandlinger, og mellem disse kan særlig fremhæves hans omfattende afhandling i Videnskabernes Selskabs skrifter: Om den Tilvæxt, Forbedring og Nytte, som Fødselsvidenskaben har vundet i Danmark ved Fødselshospitalets Stiftelse i Kjøbenhavn (udkom desuden særskilt 1782), i det han her også giver en udførlig og meget instruktiv fremstilling af obstetrikens nyere historie i Danmark. 1803 udgav Poul Scheel hans Gesammelte Schriften geburtshülflichen und physiologischen Inhalts med en indledende biografi.
I sine sidste professorår holdt han også regelmæssige forelæsninger over deskriptiv anatomi og udgav i tilslutning dertil en Osteologi til Brug ved Forelæsninger (1800), hvilken har den særlige interesse at betegne det første systematiske forsøg på at gennemføre en dansk nomenklatur i dette videnskabsfag, en bestræbelse, der naturlig fremstillede sig for en obstetriker, som gav ulærde disciple undervisning. Men i øvrigt var denne hans docentvirksomhed nærmest kun en lejlighedsbeskæftigelse, fremkaldt ved hans iver for at hjælpe sin ovennævnte eneste søn, Johan Sylvester Saxtorph, af det 1772 indgåede ægteskab med Elisabeth Christine Sibrandt, datter af major og kommandant på Akershus Johan Sylvester Sibrandt, til en universitetsansættelse.
At en mand med hans talent og dygtighed og hans evne og vilje til at gøre sig gældende fik forskellige fremskudte tillidshverv og udmærkelser, er en selvfølge. 1776 blev han medlem af den i anledning af Indfødsrettens indførelse nedsatte, mod de kirurgiske særinteresser fjendtlige kommission til ophjælpning af den danske Kirurgi, 1780 blev han medlem af Videnskabernes Selskab, 1781, skønt kun "Reservemedikus", medlem af direktionen for Frederiks Hospital, 1784 udnævntes han til justitsråd, 1792 til etatsråd, men først 1795 blev der, ved oprykning efter Christian Gottlieb Kratzenstein, plads for ham som professor medicinæ ordinarius, og det følgende år valgtes han til universitetets rektor. Han døde i 1800 pludseligt af apopleksi.